# Dochodo
Dochodo är en ö i Sydkorea.   Den ligger i provinsen Södra Jeolla, i den sydvästra delen av landet, 300 km söder om huvudstaden Seoul. Arean är 39 kvadratkilometer.
Terrängen på Dochodo är platt. Öns högsta punkt är 231 meter över havet. Den sträcker sig 9,1 kilometer i nord-sydlig riktning, och 9,2 kilometer i öst-västlig riktning.